# Las señoritas de Wilko
Las señoritas de Wilko (en polaco, Panny z Wilka) es una película dramática polaca de 1979 dirigida por Andrzej Wajda, adaptación de la novela homónima de Jarosław Iwaszkiewicz, estrenada en 1979. 

## Argumento
Años 20, Wiktor Ruben, un veterano de la Primera Guerra Mundial, vuelve al pueblo de sus vacaciones infantiles. Allí, en casa de sus tíos, reencontrará una familia formada formado casi únicamente de muijeres: todas lo amaron, pero él solo ama a una, que murió durante la guerra. Todas se sienten desilusionados con sus vidas y con sus maridos, y la llegada de Wiktor les obligará a enfrentarse con su pasado.

## Reparto
- Daniel Olbrychski: Wiktor Ruben
- Anna Seniuk: Julcia
- Maja Komorowska: Jola
- Stanislawa Celinska: Zosia
- Krystyna Zachwatowicz: Kazia
- Christine Pascal: Tunia
- Zbigniew Zapasiewicz: marido de Julcia
- Zofia Jaroszewska: tía de Wiktor
- Tadeusz Bialoszczynski: tío de Wiktor
- Paul Guers: marido de Jola
- Kazimierz Brodzikowski: Butler
- Andrzej Grzybowski
- Filip Jasienski: hijo de Kazia
- Witold Kaluski
- Jolanta Kozak-Sutowicz
- Andrzej Lapicki: Doctor
- Halina Michalska
- Kazimierz Orzechowski: Capellán
- Edward Ozana
- Alina Rostkowska
- Barbara Stepniakówna
- Anna Wachnicka: hija de Julcia
- Malgorzata Wachnicka: hija de Julcia

## Reconocimiento de la crítica
El film se basa en el cuento corto de la década de los 30 del famoso poeta polaco Jarosław Iwaszkiewicz que incluso aparece como él mismo cerca del final de la película.Andrzej Wajda anteriormente ya había llevado a la gran pantalla otras historia corta de Iwaszkiewicz, El bosque de abedules en 1970 y lo haría después en 2009 con El junco. Esta película en particular cuenta con un elenco impresionante, muy buena (aunque no original) partitura (música de Karol Szymanowski, que era amigo y primo de Jarosław Iwaszkiewicz) y es técnicamente brillante. Recibió algunos premios en Polonia y fue nominada a un Oscar que perdió ante El tambor de hojalata (también protagonizada por Olbrychski). Gran parte de esto sucedió debido a evitar deliberadamente cualquier cosa que desencadenara la censura de las autoridades comunistas que gobernaban Polonia en ese momento. Es muy posible que toda la producción fuera el resultado de juegos de influencia dentro del monopolio cinematográfico controlado por el gobierno en Polonia. Parece que el director Andrzej Wajda había construido a su alrededor suficiente espacio de independencia para producir una película claramente anticomunista solo dos años después, "El hombre de hierro".

## Premios y distinciones
Premios Óscar
| Año  | Categoría                          | Persona       | Resultado |
| ---- | ---------------------------------- | ------------- | --------- |
| 1980 | Mejor película de habla no inglesa | Andrzej Wajda | Candidato |

Festival Internacional de Cine de Cannes
| Año  | Categoría                   | Persona       | Resultado |
| ---- | --------------------------- | ------------- | --------- |
| 1979 | Premio del Jurado Ecuménico | Andrzej Wajda | Ganador   |